# Kertész Iván (zenekritikus)
Kertész Iván (Budapest, 1930. április 1. – Budapest, 2014. július 23.) magyar zenekritikus, rádiós személyiség, újságíró.

## Életpályája
Kertész Imre kereskedő és Kellner Ilona (1900–1967) tanítónő fiaként született zsidó családban. Édesanyja az 1940-es évek első feléig a Bajza utca 47. szám alatt játszóotthont vezetett. 
Középiskolai tanulmányait 1940 és 1948 között a Kölcsey Ferenc Gimnáziumban végezte. 1948–1950 között textilmunkásként dolgozott. 1950–1954 között a Zeneművészeti Főiskola hallgatója volt, ahol karvezetést tanult Vásárhelyi Zoltántól és Gát Józseftől. 1950–1958 között a Magyar Rádió énekkarának tagja volt. 1958–1996 között a Magyar Rádió operaszerkesztője, 1986–1991 között rovatvezetője, 1991–1994 között főmunkatársa, 1994–1996 között vezető szerkesztője volt. 1961–1977 között a Muzsika kritikusa volt. 1977–1992 között a Magyar Nemzet kritikusaként dolgozott. 1980–2000 között a londoni Opera című folyóiratba is írt. 1992–1995 között a Magyar Hírlap kritikusaként tevékenykedett. 1996-tól a Népszava kritikusa volt. 
Számos műsor és sorozat (Aranyhangok, Operabarátoknak, Operaslágerek, Reflektorfényben egy operaária) továbbá A magyar operaszínpad csillagai című hanglemezalbum-sorozat szerkesztője volt.

## Családja
1957-ben házasságot kötött Hamburger Klára (1934–2025) zenetörténésszel. Egy lányuk született: Márta (1959).

## Művei
- A Magyar Állami Operaház (1975)
- Beszéljünk az operáról (1978)
- Aidától Zerlináig (1988)
- Operakalauz (1997)
- Halhatatlan operahősök halála (2000)
- Így láttam őket (Mezey Bélával, 2000)
- 216 este az Operában (2006)

## Díjai, elismerései
- Szocialista Kultúráért (1965)
- Aranytoll (2005)
- A Magyar Érdemrend lovagkeresztje (2005)